# Clifton Collins Jr.
Clifton Craig Collins Jr. (n. 16 iunie 1970, Los Angeles, California, SUA) este un actor american. A debutat în 1990, cu roluri mici în film și la televiziune. Collins a atras atenția pentru interpretarea rolului caporalului Ramon Aguilar, prizonier „în slujba” unui general încarcerat interpretat de Robert Redford în filmul din 2001 Ultimul castel. A interpretat roluri în filme cum ar fi Cod "Crimă" (One Eight Seven, 1997), Trafic (2000), Capote (2005), Star Trek: Un nou început (2009) și Cercul de foc (2013). În serialele de televiziune a apărut  în Crisis Center (1997), Thief (2006), care i-a adus o nominalizare la Premiile Primetime Emmy, Străini printre noi (2010-2011), Westworld (2016-2020) și altele. 

## Biografie
Collins s-a născut în Los Angeles, California. Este nepotul actorului Pedro Gonzalez Gonzalez . Uneori este creditat drept Clifton Gonzalez-Gonzalez în onoarea bunicului său. Tatăl său este de origine germană, iar mama sa de origine mexicană.
A devenit cunoscut în 1997 odată cu interpretarea rolului lui César Sánchez, în filmul Cod "Crimă". În 1998, a jucat în filmul idol fantastic al lui Ray Bradbury, The Wonderful Ice Cream Suit. Apoi, a jucat rolul unui asasin homosexual al cartelurilor mexicane de droguri, Francisco "Frankie Flowers" Flores, în filmul lui Steven Soderbergh din 2000, Trafic.
Pentru portretizarea unui prizonier USMC în filmul din 2001,  Ultimul castel (The Last Castle), Collins a fost nominalizat la Premiul American Latino Media Arts (ALMA) din 2002 pentru cel mai bun actor într-un rol secundar. În 2002, el a jucat rolul lui Buddy în filmul Confessions of a American Girl. 
În 2005, Collins a avut recenzii negative pentru interpretarea criminalului Perry Smith în filmul Capote, care a fost nominalizat în 2006 la premiul Oscar pentru cel mai bun film. 
A jucat în filmul Nelegiuiții  din 2005, alături de câștigătorul premiului Oscar Cuba Gooding Jr. Collins, a jucat în serialul FX Networks Thief și a avut o nominalizare la premiul Emmy. Collins a jucat, de asemenea, un rol secundar în serialul FX Networks, Lege și Fărădelege (The Shield), ca agent ICE sub acoperire, Hernan. De asemenea, a avut un rol minor în filmul Babel din 2006, regizat de Alejandro González Iñárritu. 

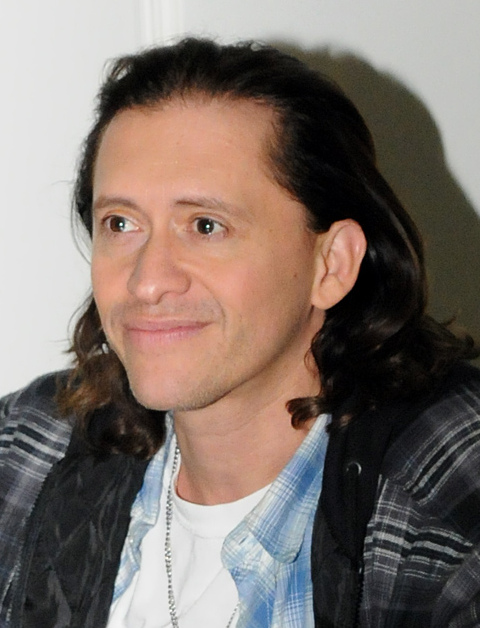
Clifton Collins Jr în 2013

În 2007, Collins a avut un rol principal în filmul sportiv The Perfect Game, ca fostul jucător de baseball Cesar Faz, care antrenează o echipă locală din liga de tineret din Mexic, conducându-i până la Seria Mondială a juniorilor. 
În 2008, Collins a regizat două videoclipuri muzicale pentru grupul de muzică country Zac Brown Band: „Chicken Fried” și „Whatever It Is It”. 
Collins a jucat în comedia Sunshine: Afacere de familie alături de Amy Adams, Emily Blunt și Alan Arkin. L-a jucat pe Winston, proprietarul unui magazin de aprovizionare cu produse pentru curățenie, care construiește modele minuțioase de avioane cu un singur braț. Collins a jucat rolul cu un braț strâns legat la spate.
În filmul Star Trek din 2009, Collins îl joacă pe Ayel, un romulan, al doilea la comandă după răufăcătorul Nero. 
În 2009, Collins s-a alăturat lui Adrien Brody și Forest Whitaker în thrillerul psihologic Experimentul. Collins a jucat în Extract, un film din 2009 al regizorului Mike Judge. El a coprodus filmul National Lampoon's TV: The Movie în care l-a jucat pe ofițerul Sanchez alături de Jacob Vargas. De asemenea, a interpetat personajul fictiv al jocului video Cesar Vialpando din Grand Theft Auto: San Andreas . În 2009, a jucat rolul lui Romeo în filmul Răzbunarea gemenilor 2. 
În 2010, Collins s-a alăturat distribuției din serialul SF dramatic NBC Străini printre noi în rolul lui Thomas. În anul următor, el a apărut ca invitat în două episoade CSI: New York - Criminaliștii ca Raymond Harris, un fost condamnat care vrea să se răzbune pe Mac Taylor și pe partenerul său pentru a găsi unele răspunsuri în privința unei ranchiune împotriva lor veche de 17 ani. De asemenea, în aceste episoade a jucat Peter Fonda, cu care Collins a lucrat anterior la San Andreas, ca fost partener al lui Taylor, care ajunge să fie ucis de Harris. 
În 2015, a jucat în drama science-fiction HBO Westworld ca Lawrence / El Lazo, un proscris fermecător, dar letal, experimentat în manevrarea și negocierea cu diferite elemente criminale.
A scris prima sa carte, Prison Ramen: Recipes and Stories from Behind Bars (Prison Ramen: Rețete și povești din spatele gratiilor) împreună cu Gustavo „Goose” Alvarez, în 2015.

## Filmografie

### Film
| An   | Titlu                                   | Rol                               | Note                                                                                               |
| ---- | --------------------------------------- | --------------------------------- | -------------------------------------------------------------------------------------------------- |
| 1991 | Grand Canyon                            | Carlos' friend No. 2              | |
| 1993 | Fortress                                | Nino Gomez                        | |
| 1993 | Menace II Society                       | Vato No. 2                        | |
| 1993 | Poetic Justice                          | Mailroom supervisor               | |
| 1994 | The Stoned Age                          | Tack                              | |
| 1995 | One Tough Bastard                       | Jarhead No. 2                     | |
| 1995 | Dead Presidents                         | Betancourt                        | |
| 1996 | Sgt. Bilko                              | Soldier No. 2                     | |
| 1997 | One Eight Seven                         | Cesar Sanchez                     | |
| 1997 | The Bad Pack                            | Townsman 1                        | |
| 1998 | The Replacement Killers                 | Loco                              | |
| 1998 | The Wonderful Ice Cream Suit            | Martinez                          | |
| 1999 | My Sweet Killer                         | Horton                            | |
| 1999 | Light It Up                             | Robert 'Rivers' Tresmont          | |
| 2000 | Road Dogz                               | Raymo Serrano                     | |
| 2000 | Price of Glory                          | Jimmy Ortega                      | |
| 2000 | Tigerland                               | Pvt. Miter                        | |
| 2000 | Traffic                                 | Francisco Flores                  | Screen Actors Guild Award for Outstanding Performance by a Cast in a Motion Picture                |
| 2001 | The Last Castle                         | Cpl. Ramon Aguilar                | |
| 2002 | The Rules of Attraction                 | Rupert                            | |
| 2002 | American Girl                           | Buddy                             | |
| 2003 | I Witness                               | Claudio Castillo                  | |
| 2004 | Mindhunters                             | Vince Sherman                     | |
| 2005 | Life of the Party                       | Kipp                              | |
| 2005 | Capote                                  | Perry Smith                       | Nominalizare — Screen Actors Guild Award for Outstanding Performance by a Cast in a Motion Picture |
| 2005 | Dirty                                   | Officer Armando Sancho            | |
| 2006 | TV: The Movie                           | Tijuana Cop #1 / Minion / Miranda | |
| 2006 | Rampage: The Hillside Strangler Murders | Kenneth Bianchi                   | |
| 2006 | Babel                                   | Officer at Border Crossing        | |
| 2006 | Little Chenier                          | T-Boy Trahan                      | Phoenix Film Festival Award for Best Cast                                                          |
| 2008 | Under Still Waters                      | Jacob                             | |
| 2009 | Sunshine Cleaning                       | Winston                           | |
| 2009 | Horsemen                                | Stingray                          | |
| 2009 | The Perfect Game                        | Cesar Faz                         | |
| 2009 | Crank: High Voltage                     | El Huron                          | |
| 2009 | Star Trek                               | Ayel                              | Boston Society of Film Critics Award for Best Cast                                                 |
| 2009 | Brothers                                | Major Cavazos                     | |
| 2009 | The Boondock Saints II: All Saints Day  | Romeo                             | |
| 2010 | The Experiment                          | Nix                               | |
| 2010 | Scott Pilgrim vs. The World             | Vegan Police                      | nemenționat, cameo                                                                                 |
| 2011 | The FP                                  | CC Jam                            | |
| 2011 | Freeloaders                             | Vic                               | |
| 2012 | Hellbenders                             | Lawrence                          | |
| 2013 | Pacific Rim                             | Ops Tendo Choi                    | |
| 2013 | Parker                                  | Ross                              | |
| 2014 | Transcendence                           | Martin                            | |
| 2015 | Stung                                   | Sydney                            | |
| 2015 | Man Down                                | Charles                           | |
| 2016 | Hacker                                  | Zed                               | |
| 2016 | Triple 9                                | Franco Rodriguez                  | |
| 2016 | Transpecos                              | Hobbs                             | |
| 2016 | Punching Henry                          | Dramatic Actor                    | |
| 2017 | Small Town Crime                        | Mood                              | |
| 2017 | M.F.A.                                  | Kennedy                           | |
| 2017 | A Crooked Somebody                      | Nathan                            | |
| 2017 | The Vault                               | Detectiv Iger                     | |
| 2018 | Super Troopers 2                        | Bus Driver                        | |
| 2018 | The Mule                                | Gustavo                           | |
| 2019 | Honey Boy                               | Tom                               | |
| 2019 | Once Upon a Time in Hollywood           | Ernesto "The Mexican" Vaquero     | |
| 2019 | Waves                                   | Bobby                             | |
| 2019 | Running with the Devil                  | The Farmer                        | |
| 2019 | Lucky Day                               | DPO Ernesto Sanchez               | |
| TBA  | After Yang                              | George                            | Post-producție                                                                                     |
| TBA  | Breaking News in Yuba County            | Raj                               | Post-producție                                                                                     |

### Televiziune
| An        | Titlu                      | Rol                            | Note |
| --------- | -------------------------- | ------------------------------ | --- |
| 1990      | Freddy's Nightmares        | Mickey                         | Episodul: "Interior Loft"                                                                                  |
| 1990      | The Flash                  | Javier O'Hara                  | Episodul5: "Double Vision", ca - Clifton Gonzalez Gonzalez                                                 |
| 1991      | Jake and the Fatman        | Roberto                        | Episodul: "Street of Dreams"                                                                               |
| 1995      | Madman of the People       | Jorge                          | Episodul: "Notes from the Underground"                                                                     |
| 1996      | Walker, Texas Ranger       | Fito                           | 2 episoade                                                                                                 |
| 1997      | Crisis Center              | Nando Taylor                   | 6 episoade                                                                                                 |
| 1997      | ER                         | Mr. Brown                      | Episodul: "Tribes"                                                                                         |
| 1997      | NYPD Blue                  | Jimmy Cortez                   | Episodul: "I Love Lucy"                                                                                    |
| 2000–2001 | Resurrection Blvd.         | James Garcia                   | 3 episoade                                                                                                 |
| 2002      | The Twilight Zone          | Andy Perez                     | Episodul: "Last Lap"                                                                                       |
| 2003      | Alias                      | Javiar Parez                   | 3 episoade                                                                                                 |
| 2003      | Undefeated                 | Loco                           | film TV |
| 2006      | Thief                      | Jack "Bump" Hill               | 6 episoade Nominalizare — Primetime Emmy Award for Outstanding Supporting Actor in a Miniseries or a Movie |
| 2007      | The Shield                 | Hernan                         | 2 episoade                                                                                                 |
| 2007      | Masters of Science Fiction | Frendon Blythe                 | Episodul: "Little Brother"                                                                                 |
| 2008      | Fear Itself                | Richard 'Family Man' Brautigan | Episodul: "Family Man"                                                                                     |
| 2010      | Southland                  | Detectiv Ray Suarez            | Episodul: "The Runner"                                                                                     |
| 2010–11   | The Event                  | Thomas                         | 13 episoade                                                                                                |
| 2011      | CSI: NY                    | Raymond Harris                 | 2 episoade                                                                                                 |
| 2011      | Pound Puppies              | Scar / Weasel                  | Voce Episodul: "Rebel Without a Collar"                                                                    |
| 2013      | Red Widow                  | James Ramos                    | 8 episoade                                                                                                 |
| 2013      | The Blacklist              | Hector Lorca                   | Episodul: "The Stewmaker"                                                                                  |
| 2015–17   | Ballers                    | Maximo Gomez                   | 7 episoade                                                                                                 |
| 2016–20   | Westworld                  | Lawrence / El Lazo             | rol principal (sez. 1-2); invitat (sez. 3)                                                                 |
| 2019      | Veronica Mars              | Alonzo Lozano                  | 9 episoade                                                                                                 |

### Jocuri video
| An   | Titlu                         | Rol de voce     |
| ---- | ----------------------------- | --------------- |
| 2004 | Grand Theft Auto: San Andreas | Cesar Vialpando |

## Legături externe
- Site web oficial
- Clifton Collins Jr. la Internet Movie Database
- Clifton Collins Jr. la TCM Movie Database
- Clifton Collins Jr. la Allmovie